# Unsere Heimat im Bilde
Unsere Heimat im Bilde  war eine Kunstausstellung in Bitterfeld um 1937. Sie zeigte Landschaftsdarstellungen aus der Region Bitterfeld-Merseburg.
Die Ausstellung wurde organisiert von der I. G. Farben AG in Zusammenarbeit mit der Deutschen Arbeitsfront und Kraft durch Freude (Gau Halle-Merseburg).
Es wurden 135 Zeichnungen und Radierungen von Max Albrecht, Paul Crone, Wilhelm Danz, Heinz Dettloff, Paul H. Fischer, Paul Frost, Joachim Hellgrewe, Leo Holfeld, Rudolf Hugk, Paul Jünemann, Sanne Lautz, Josef Malkowsky, Johannes Mehlhorn, Walter Möbius, Paul Pabst, Kurt Richter, Adolf Schinnerer, Emmy Schulze-Schulzendorf, Kurt Völker, Alfred Wessner-Collenbey und Joachim Wolf-Müller gezeigt.